# Euphorbia capmanambatoensis
Euphorbia capmanambatoensis ist eine Pflanzenart aus der Gattung Wolfsmilch (Euphorbia) in der Familie der Wolfsmilchgewächse (Euphorbiaceae).

## Beschreibung
Die sukkulente Euphorbia capmanambatoensis bildet spärlich verzweigte Sträucher aus und wird bis etwa 70 Zentimeter hoch und bis 1 Meter breit. An den Spitzen der achtkantigen und bis 2,5 Zentimeter dicken Triebe stehen die breit eiförmigen Blätter in einer Rosette. Sie werden bis 4 Zentimeter breit und bis 3 Zentimeter lang und stehen an einem häufig rötlichen, bis 1,5 Zentimeter langen Blattstiel. Die knorpeligen Nebenblätter sind borstig und werden bis 1 Zentimeter lang. Sie gehen entlang der Triebkanten ineinander über. 
Der Blütenstand besteht aus nahezu endständigen Cymen die ein- bis zweifach gegabelt und fast sitzend sind. Die bis 1 Zentimeter großen und gelblichen Cyathophyllen umhüllen das das kleine Cyathium. Die stumpf gelappte Frucht ist fast sitzend und wird 5 Millimeter breit und 7 Millimeter lang. Der kleine Samen ist mit Warzen versehen.

## Verbreitung und Systematik
Euphorbia capmanambatoensis ist endemisch im Nordosten von Madagaskar, im Norden von Iharana in Spalten auf Granitfelsen in Höhenlagen von 50 bis 100 Meter verbreitet. Die Pflanzen wachsen oft vergesellschaftet mit Aloe fragilis.
Die Art steht auf der Roten Liste der IUCN und gilt als vom Aussterben bedroht (Critically Endangered).
Die Erstbeschreibung der Art erfolgte 1995 durch Werner Rauh.